# Organization (revue)
Ne doit pas être confondu avec Organization Studies (journal).
Organization est une revue scientifique mensuelle, fondée en 1994, publiée par Sage et basée sur l'évaluation par les pairs, qui couvre le champ de la théorie des organisations. Les éditeurs en chef actuels du journal sont Craig Prichard et Robyn Thomas.